# Mendoza (Argentina)
Mendoza je hlavní město argentinské provincie Mendoza a centrem regionu Cuyo. Město leží na východní straně And – jen necelých 200 km od nejvyšší hory Ameriky Aconcaguy – a národní silnici vedoucí z Buenos Aires na chilské hranice. V roce 2010 zde žilo 115 041 obyvatel, celé metropolitní oblasti žilo více než milion lidí.

## Klima
Město se nachází v podhůří And, přesto je klima ještě typicky subtropické. V letních měsících je podnebí velmi aridní s teplotami dosahujícími hranice 33 °C, v zimě se teploty průměrně pohybují v intervalu od 3 °C do 16 °C.

## Turistický ruch
Návštěvníci města mohou letadlem přistát na letišti s názvem Francisco Gabrielli - El Plumerillo, nebo se mohou dostat po státních silnicích číslo 400 nebo 7. Turisticky atraktivní je putování za argentinským vínem, které se vyrábí především z odrůdy hroznů Malbec. V okolí města se též nachází mnohá střediska zimních sportů. Jedním z nejkrásnějších náměstí ve městě je Španělské náměstí, ovšem za největší je považováno Náměstí nezávislosti, na jehož dolním konci můžeme naleznout Galerii moderního umění. Známý je též velký park San Martín se ZOO nebo modernější Centrální park.

## Partnerská města
- São Paulo, Brazílie
- Sertãozinho, Brazílie
- Ramat Gan, Izrael
- Monterrey, Mexiko
- Bergamo, Itálie
- Nashville, Spojené státy americké